# Etziken
Etziken es una comuna suiza del cantón de Soleura, ubicada en el distrito de Wasseramt. Limita al noroeste con la comuna de Subingen, al noreste con Bolken, al sureste con Aeschi, al sur con Hersiwil y Horriwil, y al oeste con Hüniken. 

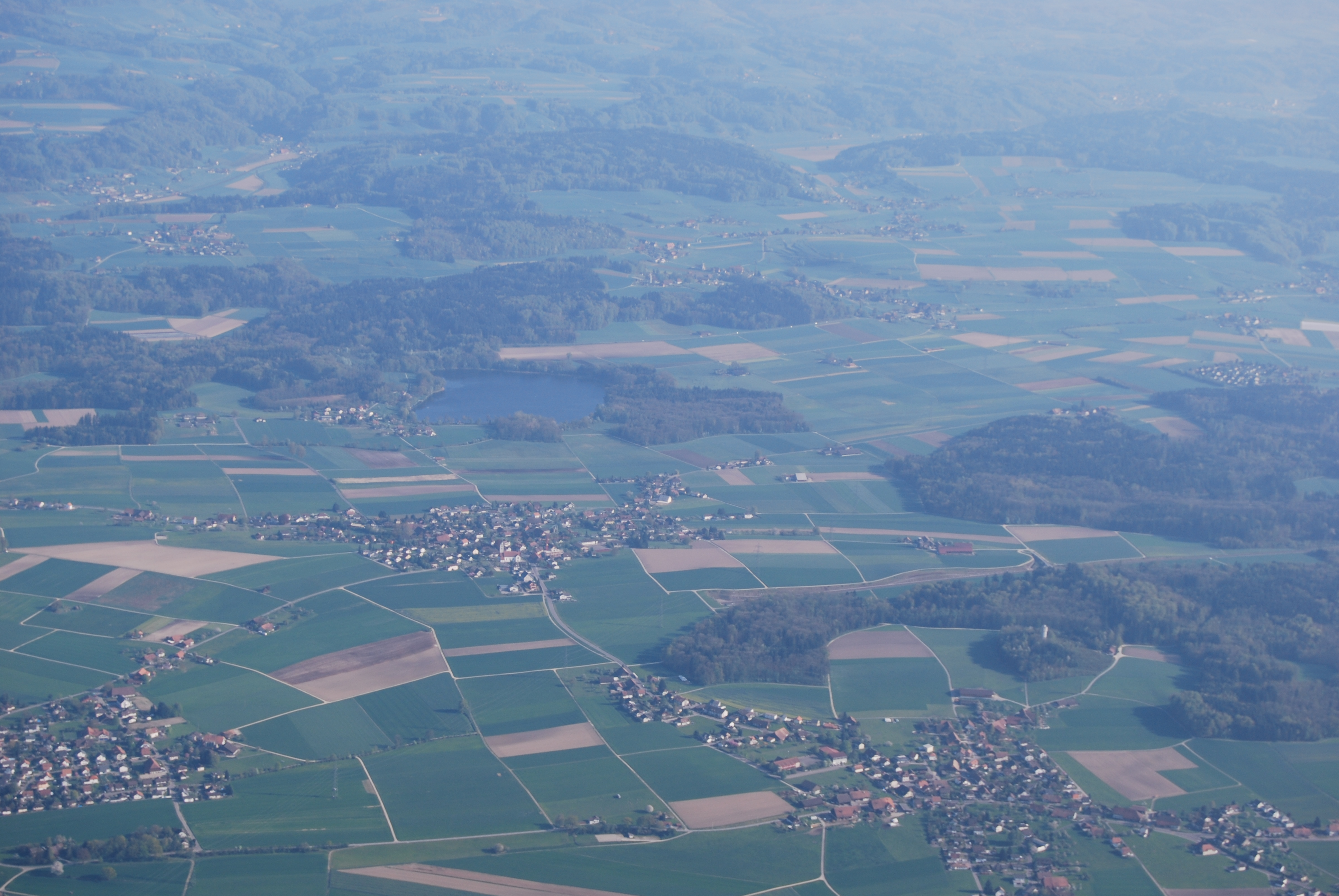
Vista aérea de la región de Etziken.